# Sarcophyton infundibuliforme
Sarcophyton infundibuliforme är en korallart som beskrevs av Tixier-Durivault 1958. Sarcophyton infundibuliforme ingår i släktet Sarcophyton och familjen läderkoraller. Inga underarter finns listade i Catalogue of Life.